# Saint Bernard, Ohio
 Saint Bernard är en ort i Hamilton i delstaten Ohio, USA.